# Аврам (иконописац)
Аврам Јерођакон (18. век) био је сликар и иконописац.

## Биографија
У цркви светог Петра и Павла на гробљу у Костајници насликао Распеће са сценама апостолских страдања. Вероватно је његова икона св. Петар и Павле у истој цркви. Приписује му се и иконостас костајничке цркве Светих Архангела из 1759.
По сличности са неким иконама на иконостасу цркве св. Петра и Павла на костајничком гробљу, која је 1941. године до темеља порушена, изгледа да је и иконе старе цркве сликао јерођакон Аврам, јер на икони распећа Христовог у гробљанској цркви било је записано: "Исписасја мноју грјесним Аврамом јерођаконом в љето 1755 ноембра". Професор Иван Бах написао је да је иконостас у цркви Св. Арханђела углавном дело сликара Василија Романовића, који је био родом из Украјине, а сликарство учио у Кијевско-печерској лаври.